# Leda (drama)
Leda, drama Miroslava Krleže u četiri čina. S dramama Gospoda Glembajevi i U agoniji čini ciklus o Glembajevima. Prvi put je tiskana u Zagrebu 1932. u knjizi "Glembajevi", a neki dijelovi su ranije objavljeni u časopisima. Prizor između veleindustrijalca Klanfara i njegove žene Melite objavljen je 1929., a prizor između Klare i Olivera Urbana 1930. "Leda" je prvi put izvedena 12. travnja 1930. u Hrvatskom narodnom kazalištu u Zagrebu u režiji Ive Raića Lonjskog, koji je igrao i ulogu Aurela. Od 1945. Leda ima podnaslov "komedija jedne karnevalske noći".

## Radnja
Radnja se odvija tijekom jedne karnevalske noći 1925., u Melitinom salonu, Aurelovom domu i na ulici pred Klanfarovom palačom. Drama se otvara nakon ljubavnog čina između Melite i Olivera Urbana. Melita govori kako nije sretna s Klanfarom. "Nerviraju" je njegove "seljačke" manire te želi pobjeći s ljubavnikom Aurelom, iako je on oženjen Klarom, i po svemu sudeći zaokupljen djevojkom Ledom koja mu je bila model za bakrorez "Leda s labudom". Oliver uviđa kako su posrijedi hirovi jer je Melita egzistencijalno ovisna o Klanfaru, a Aurel nikada nije rekao da želi s njom otići. Aurelova supruga Klara, s kojom će Oliver nešto kasnije provesti noć, svjesna je muževih nevjera, ali ostaje s njim jer se boji siromaštva. Kasnije iste noći Aurel zbog nesporazuma pomišlja da se Klara otrovala. Vidjevši njegovu zabrinutu reakciju skrivena na ulici, Klara se obraduje i odlazi za njim. Oliver pak govori Meliti da već idućeg dana ode na svekrvin sprovod i spriječi propast braka. Melita rezignirano ulazi u kuću i vraća se mužu, a Oliver, premoren, ostaje sam na ulici s noćnom damom.

## Likovi
- Aurel, akademski slikar bez talenta, zaokupljen djevojkom Ledom, vara suprugu Klaru s Melitom
- Oliver Urban, likovni kritičar bez doma i imetka, Melitin ljubavnik
- Klara, Aurelova supruga, pjevačica bez talenta, svjesna suprugovih prijevara
- Melita, nezadovoljna u braku s veleindustrijalcem Klanfarom za kojeg se udala iz interesa, želi pobjeći s Aurelom u Firenzu
- Klanfar, bogati industrijalac, tijekom drame se sprema na majčin sprovod